# Кобыльники (Поддембице)
Кобыльники (пол. Kobylniki) — деревня и сельский округ в Польше, в гмине Поддембице Поддембицкого повята Лодзинского воеводства.
В 1975—1998 годах Кобыльники с окрестностями административно принадлежали Серадзкому воеводству.